# کوک جانگغاق
کوک جانگغاق (به قرقیزی: Көкжаңгак) شهری در استان جلال‌آباد کشور قرقیزستان است که در سرشماری سال ۲۰۰۵ میلادی، ۷٬۷۹۷ نفر جمعیت داشته است. نام این شهر به قرقیزی به معنای گردوی آبی می باشد.